# Les Mauvais Garçons (film)
Pour l’article homonyme, voir Les Mauvais Garçons.
Pour plus de détails, voir Fiche technique et Distribution.
Les Mauvais Garçons est un film français français réalisé par Élie Girard et sorti en 2021.

## Fiche technique
- Titre : Les Mauvais Garçons
- Réalisation : Élie Girard
- Scénario : Élie Girard
- Photographie : Laurent Brunet
- Décors : Aurette Leroy
- Son : Olivier Claude
- Montage son : Renaud Bajeux
- Mixage : Aymeric Dupas
- Montage : Cyrielle Thélot
- Musique : Yann Tambour
- Production : Films Grand Huit
- Pays :  France
- Durée : 40 minutes
- Dates de sortie : France - février 2021 (Festival international du court métrage de Clermont-Ferrand)[1] ; 5 janvier 2022[2]

## Distribution
- Aurélien Gabrielli : Cyprien
- Raphaël Quenard : Guillaume
- Mohamed Sadi : Ahmed
- Jonas Bloquet : Victor
- Lenny Kefif Pierrel : L'enfantôme
- Antoine Reinartz : voix
- Natascha Wiese : voix

## Distinctions

### Récompenses
- Prix de la presse Télérama au Festival international du court métrage de Clermont-Ferrand 2021[3]
- 2022 : César du meilleur court métrage de fiction[4]